# Liste der Kulturdenkmäler in Hamburg-Lemsahl-Mellingstedt
Die Liste der Kulturdenkmäler in Hamburg-Lemsahl-Mellingstedt enthält die in der Denkmalliste ausgewiesenen Denkmäler auf dem Gebiet des Stadtteils Lemsahl-Mellingstedt der Freien und Hansestadt Hamburg.
Basis ist der Datensatz Denkmalliste Hamburg auf dem Transparenzportal Hamburg. Dieser enthält alle Objekte, die rechtskräftig nach dem Hamburger Denkmalschutzgesetz vom 5. April 2013 unter Denkmalschutz stehen (§ 6 Abs. 1 DSchG HA) oder zumindest zeitweise standen. Die Denkmalliste steht auch als PDF-Dokument zur Verfügung. Alle Denkmäler in Lemsahl-Mellingstedt, die schon nach dem Denkmalschutzgesetz vom 3. Dezember 1973, zuletzt geändert am 27. November 2007, unter Denkmalschutz standen, sind auch auf der Liste der Kulturdenkmäler im Hamburger Bezirk Wandsbek zu finden.

## Legende
- ID: Gibt die vom Denkmalschutzamt Hamburg vergebene Objekt-ID (Identifikationsnummer) des Kulturdenkmals an, (in Klammern gegebenenfalls die Denkmalnummer nach altem Denkmalschutzgesetz).
- Adresse: Nennt den Straßennamen und, wenn vorhanden, die Hausnummer des Kulturdenkmals. Die Grundsortierung der Liste erfolgt nach dieser Adresse.
- Art: Zeigt an, ob es ein Objekt („O“) oder ein Ensemble („E“) ist.
- Datierung: Gibt die Datierung an; das Jahr der Fertigstellung bzw. den Zeitraum der Errichtung.
- Ensemble: Gibt die Nummer des Ensembles an, zu der das Objekt gehört, bzw. bei Ensembles die Nummer des Ensembles selbst.

Hinweis: Die Grundsortierung der Liste erfolgt nach der Adresse und ist alternativ nach ID, Art (Objekt oder Ensemble), Typ, Datierung, Entwurf oder Kurzbeschreibung sortierbar.

| ID           | Adresse                                          | Art | Typ                                    | Kurzbeschreibung                                                                  | Datierung                                   | Entwurf                                                     | Ensemble | Bild           |
| ------------ | ------------------------------------------------ | --- | -------------------------------------- | --------------------------------------------------------------------------------- | ------------------------------------------- | ----------------------------------------------------------- | -------- | -------------- |
| 27011 (981)  | An der Alsterschleife 2 (Lage)                   | O   | Wohnhaus                               |                                                                                   | 1820, um                                    |                                                             |          |                |
| 27012        | An der Alsterschleife 8 (Lage)                   | O   | Wohnhaus                               |                                                                                   | 1910, um                                    |                                                             |          |                |
| 27013        | An der Alsterschleife 9 (Lage)                   | O   | Wohnhaus                               |                                                                                   | 1910                                        |                                                             |          |                |
| 29688 (1258) | Lemsahler Bargweg 10 (Lage)                      | O   | Hofanlage                              | Hofanlage mit Wohnwirtschaftsgebäude und Garten                                   | 1850, um                                    |                                                             |          |                |
| 31083        | Lemsahler Dorfstraße 22, 24, 26, 28 (Lage)       | E   |                                        | Dorfkern Lemsahl Lemsahler Dorfstraße                                             |                                             |                                                             | 31083    |                |
| 27008        | Lemsahler Dorfstraße 22 (Lage)                   | O   | Wohnwirtschaftsgebäude                 |                                                                                   | 20. Jh., Anfang                             |                                                             | 31083    |                |
| 27010        | Lemsahler Dorfstraße 23 (Lage)                   | O   | Wohnwirtschaftsgebäude                 |                                                                                   | 1910, um                                    |                                                             |          |                |
| 27014        | Lemsahler Dorfstraße 24 (Lage)                   | O   | Wohnwirtschaftsgebäude                 |                                                                                   | 1904, nicht mehr vorhanden, jetzt Neubauten |                                                             | 31083    | BW             |
| 27005        | Lemsahler Dorfstraße 26 (Lage)                   | O   | Hofanlage                              |                                                                                   | 19. Jh.                                     |                                                             | 31083    |                |
| 27009        | Lemsahler Dorfstraße 28 (Lage)                   | O   | Hofanlage                              |                                                                                   | 19. Jh.                                     |                                                             | 31083    |                |
| 29687        | Lemsahler Dorfstraße gegenüber von Nr. 23 (Lage) | O   | Denkmalanlage                          | Denkmal Lemsahler Dorfstraße, Gedenkstein und Grünfläche                          | 1898                                        |                                                             |          |                |
| 29689        | Lemsahler Landstraße 37 (Lage)                   | O   | Gutshaus                               | Gutsanlage aus Herrenhaus, Zufahrt mit Allee und straßenseitiger Begrenzungsmauer | 19. Jh., 1. Hälfte                          |                                                             |          |                |
| 27007        | Redderbarg 8 (Lage)                              | O   | Wohnwirtschaftsgebäude                 |                                                                                   | 1905/1910                                   |                                                             |          |                |
| 29691        | Redderbarg gegenüber von Nr. 39 (Lage)           | O   | Denkmalanlage (Kriegerdenkmal 1870/71) | Kriegerdenkmal am Redderbarg, Klinkermonument und Friedenseiche                   | 1926                                        | Klupp, Wilhelm                                              |          | weitere Bilder |
| 29686        | Sarenweg 5 (Lage)                                | O   | Wohnhaus                               | Haus und Einfriedung                                                              | 1910/1920                                   |                                                             |          |                |
| 27006        | Sarenweg 38 (Lage)                               | O   | Einfamilienhaus                        | Haus Köhnemann                                                                    | 1968/1969                                   | Gerkan, Marg & Partner (Gerkan, Meinhard von/Marg, Volkwin) |          |                |
| 29690        | Trillup 10 (Lage)                                | O   | Einfamilienhaus                        | Haus, Pavillon und Garten mit zwei Teichen                                        | 1910, um                                    |                                                             |          |                |